# 小行星21413
小行星21413（21413 Albertsao）是一颗绕太阳运转的小行星，为主小行星带小行星。该小行星于1998年3月20日发现。

## 轨道参数
小行星21413的轨道半长轴为2.2589999 UA，离心率为0.115。